# Passiflora incarnata
Passiflora incarnata és una planta enfiladissa de la família de les passifloràcies descoberta al Perú l'any 1569. És originària dels Estats Units i Mèxic però actualment està molt estesa per l'Amèrica tropical i subtropical, el Brasil, el Perú i les Bahames. Malgrat que l'espècie oficinal no prové d'Europa és freqüent trobar-la en molts jardins anglesos o cultivar-la a qualsevol part de la conca mediterrània.

## Etimologia
La denominació de Passiflora o passionera es va establir a principis del segle xvii. El papa regnant d'aleshores, Pau V, va pensar que la planta era una revelació divina de la passió de Crist, ja que aquesta presenta un cèrcol de filaments florals de color porpra, roig o violeta que recorden la corona d'espines de Jesús. Els tres estigmes centrals representaven els tres claus que va suportar Jesús durant la crucifixió; en les cinc anteres dels estams estaven representades les cinc llagues o ferides; l'halo de filaments porpra representaven la corona d'espines; els cinc pètals i cinc sèpals simbolitzaven els deu apòstols (sense Judes ni Pere) i finalment els circells representaven els fuets amb els quals es va flagel·lar el cos de Jesús.
El terme incarnata fa referència al color d'aquests filaments.

## Ecologia

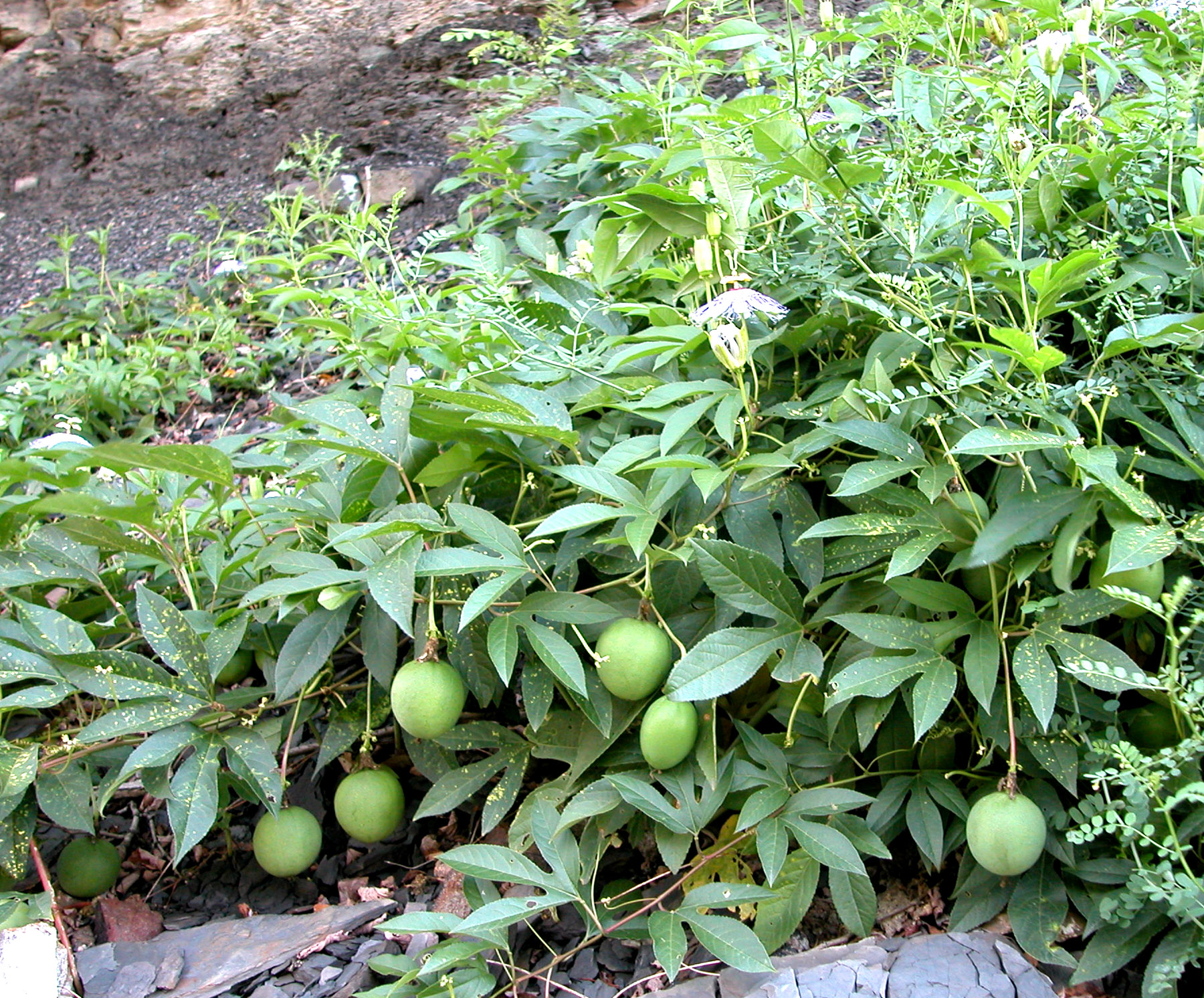
Aspecte general

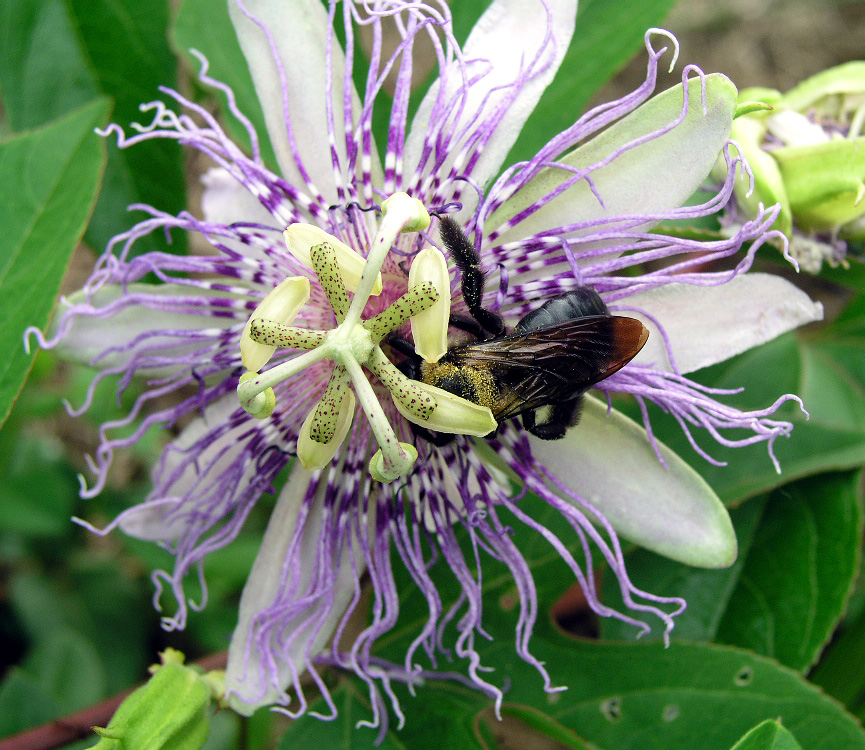
Detall flor sent visitada per una abella

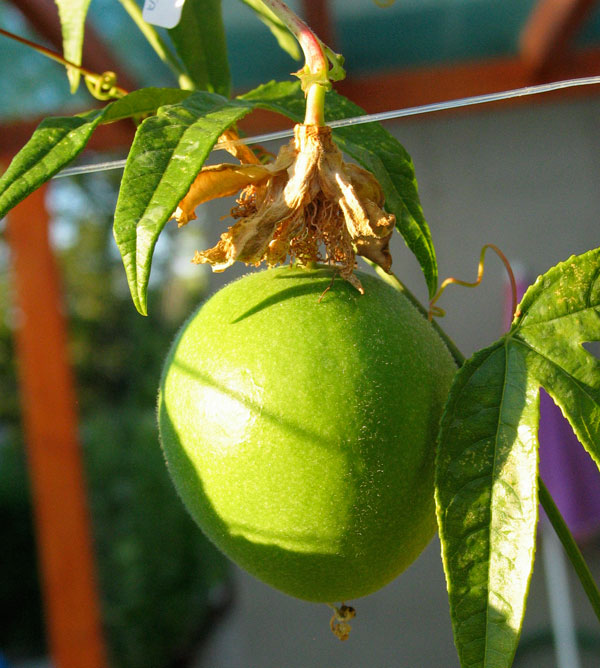
Detall d'un fruit

És una planta originària dels Estats Units i Mèxic, però que actualment està molt estesa per l'Amèrica tropical i subtropical, el Brasil, el Perú i les Bahames. Tanmateix, a Europa, es pot trobar a qualsevol part de la conca mediterrània. Pel seu creixement li és favorable un clima càlid, així com terrenys humits. Floreix a la primavera. Un dels trets més característics d'aquesta espècie és la seva capacitat per suportar hiverns frígids.

## Morfologia
És un macrofaneròfit en forma de planta enfiladissa arbustiva, llenyosa i perenne que pot arribar a mesurar deu metres d'alçada. La tija, inicialment, és glabre però quan madura esdevé lleugerament pubescent, i amb la presència de circells que li permeten entortolligar-se a altres vegetals per enfilar-se. Està recoberta d'una escorça que té un color que pot variar des del grisenc fins al verd grogós, amb taques porpres i amb estries longitudinals.
Les fulles són alternes, orbiculades a la base, peciolades, de color verd fosc a la cara superior i glauca al revers. Són palmatilobulades, amb 3 lòbuls ovals, aguts i amb els marges serrats. A la zona peciolar hi ha la presència de dues glàndules nectaríferes.
Les flors de la passionera són hermafrodites, aïllades i actinomorfes. Generalment són grans i llargament pedunculades o amb presència d'un petit tall que sosté una inflorescència simple o flor solitària anomenat peduncle. Poden arribar a mesurar 10 cm de diàmetre. Són aromàtiques i molt boniques. El calze està constituït per 5 sèpals rugosos, verds a la cara exterior i blancs a la part interior, units per la base en forma de copa, al qual s'incrusten 5 pètals de color blanc o vermell pàl·lid que formen la corol·la. Presenta una corol·la secundària formada per una triple corona de filaments de color porpra a la cara externa i blanca a la interna disposats de manera radial.
L'androceu està format per 5 estams de grans anteres ataronjades que contenen els sacs pol·línics. Aquests estams, generalment, amb filaments lliures a la part superior i units per la base, formen una columna estaminal que està unida al gineceu. Aquesta estructura rep el nom d'andròfor.
El gineceu és pluricarpel·lar sincàrpic, format per tres fulles carpel·lars. Té placentació axial i està damunt d'un andròfor ben desenvolupat. L'ovari és super, ovoide i té un estil amb tres estigmes lliures.
El fruit és conegut en algunes regions com granadilla o maracujà. És una baia uniloculada ovoide, de mida semblant a un ou de gallina, amb el pericarp o paret ovàrica carnosa, de color ataronjat per fora i amb un endocarp vermellós comestible. En el seu interior hi ha la presència d'un gran nombre de llavors d'aspecte gelatinós, oblongues i comprimides lateralment, molt aromatitzants i cobertes d'un mucílag que les fa comestibles.

## Farmacologia

### Part utilitzada (droga)
La droga és l'òrgan de la planta utilitzat com a medicinal. En aquest cas s'utilitzen les parts aèries dessecades, fragmentades o tallades. És del tot correcte d'utilitzar també les flors i els fruits. Ocasionalment s'utilitza l'arrel.

### Composició química
- Flavonoides (2,5%):Formen C- heteròsids de flavonols; tenen un doble enllaç en les posicions 2-3 i la unitat de sucre s'uneix per les posicions 6 o 8. Destaquen: vitexina (C- heteròsid amb glucosa unida a la posició 8 a l'apigenina), isovitexina, glucòsids de la luteolina (orientina, isoorientina i lucenina), saponarina, kampferol, queracetina, apigenina, crisina, neohesperidina, luteolina, schaftòsid i isoschaftòsid. La seva concentració en les fulles i flors oscil·la entre 1,5 i 2,1% depenent de l'època de recol·lecció.[2]

Els quatre flavonoides d'acció sedant són el quercetol, kaempferol, apigenol i luteolol. Alcaloides indòlics (0,03- 0,1%): Provenen de la beta - carbolina, biogenèticament formats per la condensació d'un aldehid o cetoàcid amb la triptamina, producte de descarcoxilació del triptòfan. Destaquen: harmano (0,011%), també anomenat incorrectament passiflorina i constituït per un nucli d'indol i piridina; harmina (0,015%), harmol, harmanol i harmalina. Són els responsables de l'estimulació dels sistema nerviós central degut a la inhibició de la monoaminooxidasa (MAO).
Altres:
- Esterols (10,1%): estigmasterol i sitoesterol.[2]
- Cumarines: escopoletina i umbeliferona (arrel). Responsables de l'acció relaxant del múscul llis i sedants.
- Glicòsids cianogenètics: Compostos que en hidrolitzar-se produeixen àcid cianhídric. Destaca la passiflorina.
- Maltol: derivat de la gamma-pirona.
- Àcid cafeic: Presenta acció antisèptica.
- Àcid ferúlic: Posseeix activitat antiagregant plaquetària, antiespasmòdica, analgèsica i antiinflamatori

Aquests dos últims també han demostrat tenir un efecte hepatoprotector i antihepatotòxic.
- Tanins: Catecol, àcid gàl·lic, leucoantocianidines.
- Olis essencials en petites proporcions com limonè,alfa-beta pinè, cumarè i altres terpens.

### Accions farmacològiques
La principal activitat de la passionera està vinculada al seu efecte ansiolític, sedant, antiespasmòdic del tracte gastrointestinal i genitourinari, analgèsica, hipnòtica suau, hipotensius. És, per tant:
- Un bon ansiolític i hipnòtic. Redueix la tensió nerviosa acumulada durant el dia, afavoreix la distensió dels músculs i proporciona un son pràcticament igual al fisiològic. Tenen un clar efecte relaxant que fa disminuir la hiperactivitat i la irritabilitat nerviosa a través d'una acció depressora del sistema nerviós, fent-la apte per a nens sobreexcitats.
- És també un analgèsic i antiespasmòdic. Pot ser utilitzat en aquells processos dolorosos causats per situacions de nerviosisme o hiperexcitabilitat nerviosa com poden ser els dolors menstruals, cardíacs o rectals. Tanmateix, i degut a aquestes propietats, pot ser de gran utilitat després de realitzar pràctiques esportives per l'acció relaxant de les cumanines sobre el múscul esquelètic llis. També és de gran ajut pels dolors d'esquena, lumbàlgies, ciàtica i migranyes.
- Té efectes sedants.
- Té efectes hipotensors, ja que disminueix la pressió arterial degut a una vasodilatació dels vasos perifèrics, així com una disminució del ritme cardíac. Té activitat antimicrobiana. Extractes de les parts aèries han demostrat accions antimicòtiques[2] davant Aspargillus fumigatus, Candida albicans, Epidermophyton floccosum, Microsporum canis i Microsporum cookei; i també accions antibacterianes contra Streptomyces olivaceus i Streptococcus alfa-hemolític

### Usos medicinals provats
Usos aprovats per la Comissió E del Ministeri de Salut alemany:
- Estats d'ansietat
- Insomni o nerviosisme
- Depressió clínica

Usos aprovats pel British Herbal Pharmacopeia i la ESCOP:
- Trastorns del son
- Estrès
- Nerviosisme
- Ansietat

### Ús etnomedicinal i popular
- Les fulles i les flors són utilitzades per a fer infusions. Aquesta es pot barrejar amb altres plantes com melissa, til·la, kava o valeriana en cas d'insomni, i amb Crataegus oxyacantha quan apareixen palpitacions i taquicàrdies.

- Algunes parts de la planta són utilitzades per les seves propietats diürètiques (part aèria i fruits), com anticonceptius i reguladors del cicle menstrual (l'arrel), eupèptiques (decocció dels fruits), antitussigen i antiasmàtic (part aèria)i per prevenir les infeccions urinàries i les malalties relacionades amb l'escorbut (els fruits).

Hi ha altres usos menys freqüents de determinades parts, per exemple la decoració de les llavors és usada com hipnòtic a Veneçuela, les flors contra còlics renals i hepàtics a la República Dominicana, i la decoració de les flors com abortiu, antidiabètic i antiinflamatori a l'Amazones.

### Ús homeopàtic
Aquesta planta presenta aplicacions en tractaments homeopàtics. És utilitzada per combatre l'insomni i el nerviosisme dels infants.

### Efectes adversos i/o tòxics
No és una planta tòxica però la ingesta de dosis altes de passiflora poden potenciar els efectes de fàrmacs inhibidors de la monoaminooxidasa (MAO), un enzim que regula la degradació metabòlica de la serotonina i altres neurotransmissors pertanyents al grup de les catecolamines (dopamina, adrenalina i noradrenalina). La presència d'alcaloides indòlics pot potenciar l'efecte de barbitúrics, antihistamínics, analgèsics derivats de l'opi (morfina), antipsicòtics. Degut als seus efectes sedants lleugers, podria potenciar la sedació produïda per fàrmacs sedants de sistema nerviós central, per això presenta certes interaccions medicamentoses. Està totalment contraindicat amb l'ús d'alcohol.
S'ignora si els components de la passiflora són excretats en dosis significatives per la llet materna i si això pot afectar el nen. Es recomana deixar de prendre-la durant els períodes anteriorment anomenats.

## Alimentació
Els fruits crus o cuits són comestibles. A partir d'aquests s'elaboren xarops, melmelades i gelees. Molts països utilitzen el fruit, anomenat maracujà, com la base dels fruits tropicals. Al Perú aquest suc es ven barrejat amb vodka. Aquests mateixos fruits també poden ser usats com a farratges per les aus o els porc del corral.

## Història
La passiflora ja era utilitzada en temps passats pels pobles indígenes americans (asteques i inques) per les seves propietats relaxants. Va ser cultivada extensament en els seus dominis.
Els indis americans utilitzaven l'arrel en forma de cataplasma per al tractament de cremades, ferides i inflamacions en general. Per altra banda, per a ells el fruit també tenia un gran valor econòmic, ja que era utilitzat com a moneda d'intercanvi amb altres pobles.
També va ser important pels eclèctics del segle ix, els quals la utilitzaven en casos d'insomni, nerviosisme, problemes menstruals, diarrea, epilèpsia i tos ferina. També recomanaven el suc de la fulla, per via tòpica, en casos de cremades, ferides i odontàlgia.
El 1876 es van començar a realitzar els primers estudis amb relació a la planta. Els va cridar l'atenció el seu potencial sedant i antiespasmòdic. A partir d'aquí va ser recomanat com a sedant no narcòtic i digestiu al New Orleans Medical Journal dels Estats Units.
Durant la Primera Guerra Mundial va ser utilitzat a Europa per pal·liar l'angoixa de la guerra. L'alcaloide harmina, antigament conegut com a telepatina, (per la seva peculiar capacitat de produir en l'home un estat contemplatiu i de lleugera eufòria) va ser usat per la Gestapo durant la Segona Guerra Mundial com a sèrum de la veritat.

## Estatus legal
Passiflora incarnata està registrada en les farmacopees d'Alemanya, Bèlgica, Egipte, Espanya, Estats Units, França i Suïssa entre d'altres. Als Estats Units Passiflora incarnata figura com a suplement diatètic.